# Gourdon (Alpes Marítimos)
 Gourdon  es una comuna y población de Francia, en la región de Provenza-Alpes-Costa Azul, departamento de Alpes Marítimos, en el distrito de Grasse y cantón de Le Bar-sur-Loup. Su gentilicio francés es Gourdonnais.
Está integrada en la Communauté Communauté d'agglomération de Sophia Antipolis.

## Demografía
| 216 | 242 | 254 | 231 | 294 | 379 |
| Para los censos de 1962 a 1999 la población legal corresponde a la población sin duplicidades (Fuente: INSEE [Consultar]) |     |     |     |     |     |